# Especialização
A especialização é um grau acadêmico conferido normalmente por uma instituição de ensino em reconhecimento oficial pela conclusão com sucesso de todos os requisitos de uma especialização de curso, de uma especialização de ciclo ou de uma especialização de etapa de estudos, embora cada país e especialização de curso possuam especificidades próprias.

## Visão geral
Em geral, o sistema regular é composto pelos cursos nas modalidades: Lato Sensu abrangendo o Aperfeiçoamento e a Especialização e Stricto Sensu abrangendo o Mestrado e o Doutorado, nos quais estes concedem os Graus Acadêmicos (Aperfeiçoado, Especialista, Mestre ou Doutor). A especialização consiste em um curso de Qualificação Profissional de 360 horas, de valor bastante significativo para o mercado, concedendo um Certificado. Para a conclusão da especialização é preciso produzir um projeto de pesquisa e um trabalho de conclusão de curso sob a orientação de um docente com titulação maior ou igual a que se busca. A inclusão formal da especialização no currículo se dá na forma: "Graduado em [curso de graduação] (ano de conclusão), com ênfase em [curso de especialização] (ano de conclusão). Já a informal acrescenta apenas "Especialista em [curso de especialização]" - lembrando que a especialização habilita em docência e o título profissional, deve ser constituído muitas vezes pela graduação no respectivo conselho, sob risco de exercício ilegal de profissão ou intitulação profissional quando esta for regulamentada pelas Leis brasileiras.

## Brasil
No Brasil, é um grau acadêmico de pós-graduação lato sensu, que deve ter a duração mínima de 360 horas. Tem como pré-requisito básico a conclusão de um curso superior e, em termos de continuidade, não é pré-requisito para o acesso ao doutorado, exceptuando-se programas de doutorado exigem que se agregue a experiência profissional. A especialização dá oportunidade ao graduado de prosseguir seus estudos ao se habilitar à docência e se especializar em áreas do conhecimento voltadas ao mundo do trabalho, podendo ser uma área diretamente ligada à primeira graduação ou não. Em alguns países os créditos dos certificados lato sensu podem contar como o primeiro ano de um mestrado na mesma área.

### Aperfeiçoamento
No Brasil, de acordo com o Conselho Nacional de Educação, incluem-se na categoria de curso de pós-graduação lato sensu os cursos designados como (Aperfeiçoamento) ou equivalentes. Deste modo, o certificado de Aperfeiçoamento confere ao diplomado a condição de Aperfeiçoado.

### Residência
No Brasil, a residência médica foi instituída pelo decreto nº 80.281, de 5 de setembro de 1977. Trata-se de uma modalidade de ensino de pós-graduação lato sensu destinada a profissionais de saúde (médicos, fisioterapeutas, cirurgiões-dentistas, enfermeiros, nutricionistas, farmacêuticos, fonoaudiólogos, terapeutas ocupacionais, psicólogos, assistentes sociais, biomédicos, médicos veterinários), sob a forma de curso de especialização baseado em treinamento em serviço e com duração mínima de dois anos em regime integral (60 horas semanais).